# (414) Liriope
(414) Liriope – planetoida z pasa głównego asteroid okrążająca Słońce w ciągu 6 lat i 210 dni w średniej odległości 3,51 j.a. Została odkryta 16 stycznia 1896 roku w Observatoire de Nice w Nicei przez Auguste Charloisa. Nazwa planetoidy pochodzi od nimfy Liriope, która była matką Narcyza w mitologii greckiej. Przed jej nadaniem planetoida nosiła oznaczenie tymczasowe (414) 1896 CN.